# Ramon Oliva i Bogunyà
Ramon Oliva i Bogunyà (Sant Andreu de Palomar, 30 d'abril de 1842 - Barcelona, 7 de juny de 1906) va ser un jardiner, tècnic horticultor i empresari industrial català.

## Treballs a Catalunya
Va néixer en el si d'una família de jornalers. Va ser apadrinat per l'empresari Ferran Puig i Gibert, propietari de la fàbrica Vapor del fil, qui va subvencionar els seus estudis de tècnic a l'Escola d'Horticultura de Gant (Bèlgica). Aquí va entrar en contacte amb els nous procediments industrials aplicats a l'agricultura i l'horticultura derivats de la Revolució Industrial. Al seu retorn va aplicar aquests coneixements al terreny de la jardineria, especialment en l'ús de maquinària, però també en la gestió amb criteris empresarials.
Establert a Barcelona, va ser nomenat director dels jardins públics de la ciutat, en principi de forma interina, fins que el 1874 va ser nomenat funcionari. Una de les seves primeres responsabilitats va ser el projecte jardinístic del parc de la Ciutadella, realitzat entre 1872 i 1888 sota la direcció inicial de Josep Fontserè i, des del 1886, d'Elies Rogent. Fontserè va projectar uns amplis jardins per a esplai dels ciutadans, inspirat en jardins europeus com els de William Rent a Anglaterra, André Le Nôtre a França o les vil·les d'esbarjo de Roma i Florència. Juntament amb la zona verda va projectar una plaça central amb un palau d'exposicions, un passeig de circumval·lació, una font monumental i diversos elements ornamentals, dos llacs i una zona de bosc, a més de diversos edificis auxiliars i infraestructures.
A Barcelona Oliva va realitzar altres jardins de caràcter privat, com el del palau Robert al passeig de Gràcia. Presenta tres grans parterres, dos laterals i un de central, separats per camins de sauló. Alberga diverses espècies d'escassa presència a la ciutat, com el plàtan d'orient, el xiprer d'Arizona o el salze vímet groc. Moltes de les palmeres del jardí procedien de l'Exposició Universal de Barcelona de 1888. L'edifici avui dia és propietat de la Generalitat de Catalunya i acull un centre cultural i una oficina de turisme. El jardí va ser obert al públic el 1998.

## Projectes a la resta d'Espanya

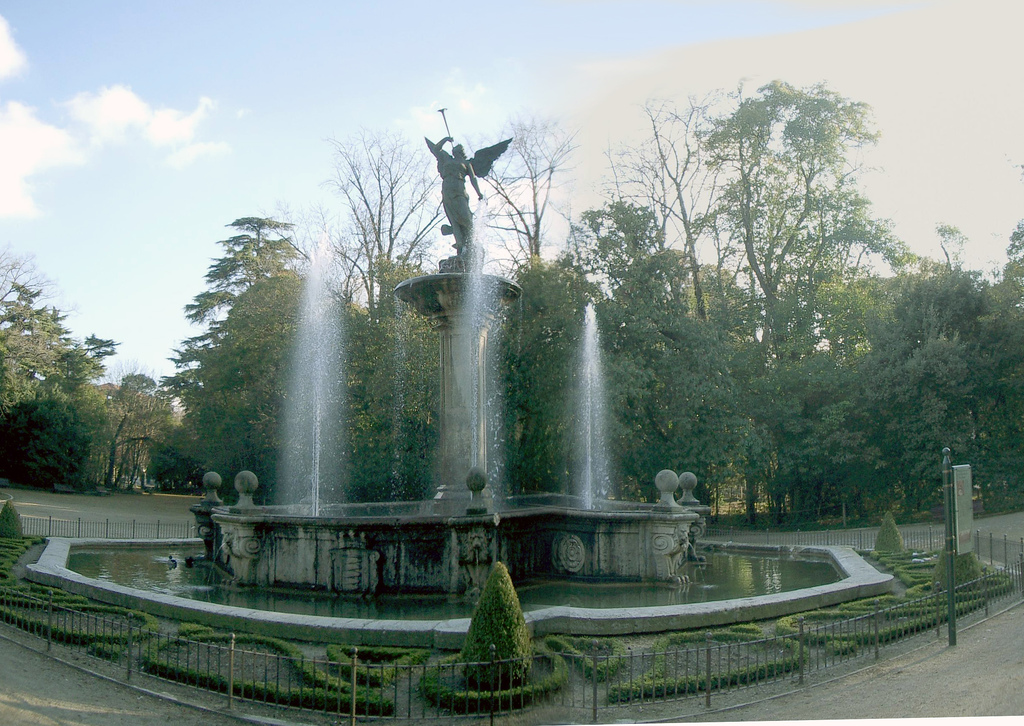
Parc del Campo Grande, Valladolid

També va treballar fora de Catalunya, especialment en dos projectes de gran rellevància: el parc del Campo Grande de Valladolid i el Campo del Moro de Madrid. El primer està situat en la confluència entre els rius Pisuerga i Esgueva. El terreny es remunta al segle xvi, quan era una de les entrades a la ciutat, i al segle xviii va començar a enjardinar-se, tot i que el seu actual traçat es va dissenyar el 1877 per iniciativa de l'alcalde Miguel Íscar Juárez, qui va encarregar el projecte a Oliva, ajudat per Francesc Sabadell. El parc està dividit en dos grans jardins amb una plaça central, on se situa la font de la Fama, en forma de dona alada que toca la trompeta. En el recinte hi ha també un estany amb una gruta i una cascada d'aigua, així com diverses construccions, com aviaris i colomars. Quant a espècies vegetals destaquen els cedres, els plàtans, els castanyers d'Índia, les xeringuilles i els roserars, i habiten diversos animals com a ànecs, oques i paons. També hi ha diversos monuments, dedicats a Miguel Íscar, Gaspar Núñez de Arce i Rosa Chacel.

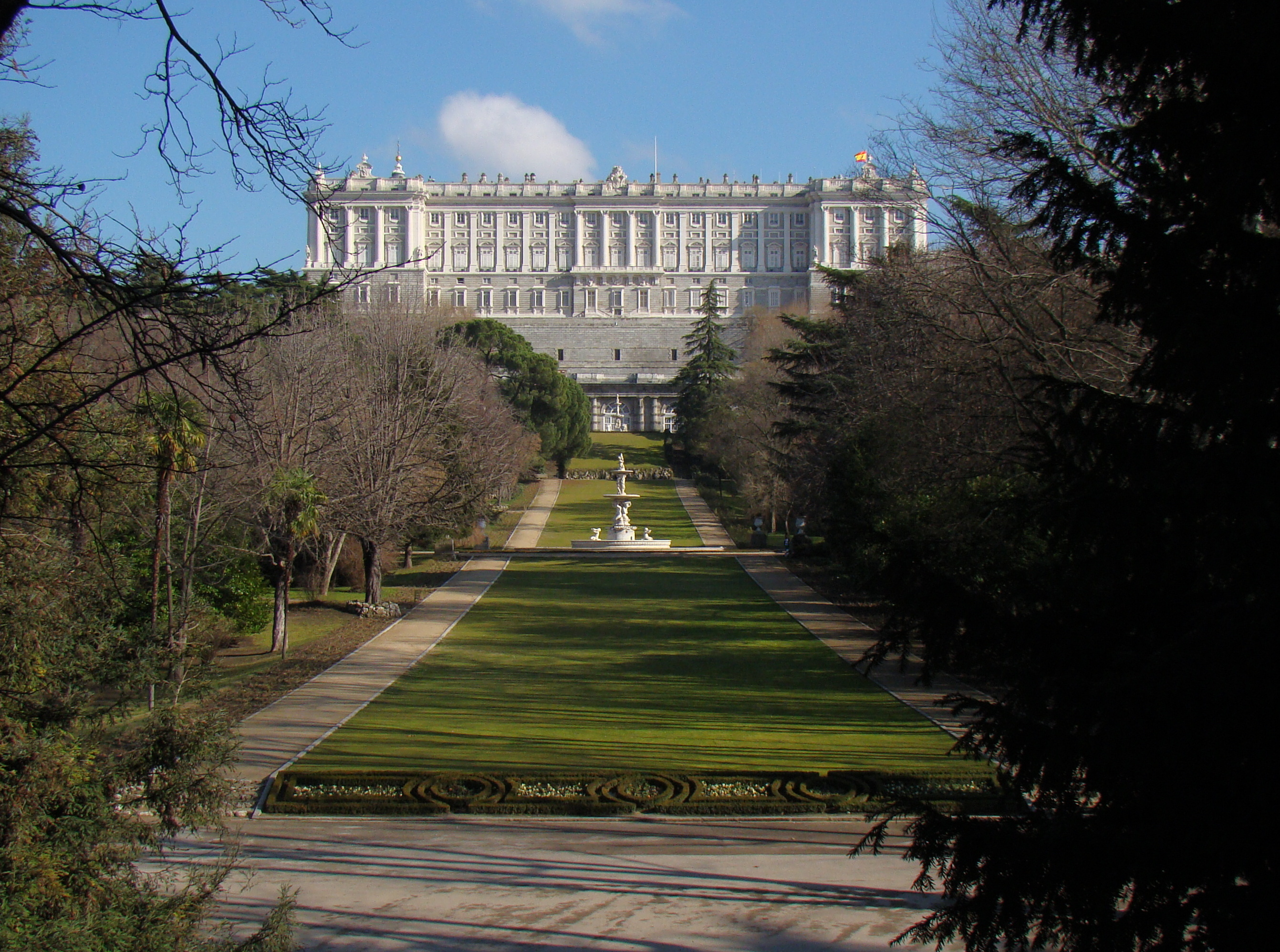
Campo del Moro, Madrid

El projecte del Campo del Moro va ser del 1890. Oliva va efectuar una repoblació de la zona i va crear un parc amb passejos ondulats i zones de bosquets al voltant d'un parterre central de gespa amb dos camins transversals en les interseccions dels quals se situen dues placetes amb fonts (de les Petxines i dels Tritons). També va construir un pavelló rústic revestit de suro, mentre que l'arquitecte Enrique María Repullés es va encarregar de construir una entrada per al túnel que connectava amb la Casa de Campo, així com un xalet «a la suïssa», casetes i habitatges de guardes i jardiners. Per aquest treball Oliva va rebre el títol de director de Jardins i Terres de Conreu de la Casa Reial.
Com a empresari va ser propietari del viver Ca n'Oliva, a Sant Martí de Provençals, que va llegar al seu fill Ramon, qui va seguir els seus passos.